# West Highland white terrier
West highland white terrier – rasa psa pochodząca ze Szkocji o charakterystycznej białej, szorstkiej sierści z nieco miękkim, białym podszerstkiem. Należy do terierów średniej wielkości, zaklasyfikowana do sekcji terierów krótkonożnych. Typ wilkowaty. Nie podlega próbom pracy. Psy zwane są potocznie "westie".
Psy tej rasy są inteligentne, szybko się uczą i dobrze dogadują z dziećmi, jednak muszą być traktowane łagodnie. West highland white terrier jest rasą aktywną, towarzyską, posiadającą duży popęd zdobywczy, ze względu na ówczesne przyzwyczajanie rasy do polowania na gryzonie.
Obecna rasa wywodzi się z szeregu programów hodowlanych białych terierów w Szkocji sprzed XX wieku. Westie, kuzyn Cairn Terriera, został wyhodowany w celu polowania na małe gryzonie w miejscach takich jak farmy. Edwardowi Donaldowi Malcolmowi, 16. dziedzicowi Poltalloch, przypisuje się stworzenie nowoczesnej rasy na podstawie swojego Poltalloch Terriera.
Inne pokrewne rasy to Roseneath Terrier George'a Campbell'a, 8. księcia Argyll's i Pittenweem Terrier dr America Edwina Flaxmana. Ta rasa małych białych terierów szkockich otrzymała swoją obecną nazwę po raz pierwszy w 1908 roku.
Rasa pozostaje bardzo popularna w Wielkiej Brytanii, wielokrotnie wygrywając w corocznej międzynarodowej wystawie psów rasowych Crufts. Od lat sześćdziesiątych XX wieku znajduje się w pierwszej trójce najpopularniejszych ras w Stanach Zjednoczonych.
U west highland white terrierów występuje kilka problemów zdrowotnych specyficznych i niespecyficznych dla owej rasy. U młodych psów pojawia się schorzenie powodujące przerost kości w szczęce psa. Przedstawiciele rasy mogą być również podatni na choroby skóry, z występowaniem specyficznego dla rasy stanu zwanego dermatozą. To bardzo energiczna i hałaśliwa rasa, wymagająca regularnych ćwiczeń trwających około godziny dziennie.

## Rys historyczny rasy
Wywodzi się od cairn terriera – psa o rudo-brązowej sierści oraz teriera szkockiego. Wśród tych ras czasami rodziły się osobniki białe, które nie brały udziału w polowaniach, ponieważ uważano, że się do nich nie nadają: rzekomo były słabe. Wyhodowany z myślą o polowaniach na wydry, lisy i szkodniki.
Białe teriery zaczęto selekcjonować na początku XIX wieku, ale pierwsze wzmianki o nich pochodzą już z XVII wieku. Niektóre źródła podają, że pomysłodawcą tej rasy był pułkownik Edward Donald Malcolm z Poltalloch, który rzekomo zastrzelił swojego psa podczas polowania, gdyż pomylił go z lisem, a po tym przykrym wypadku stwierdził, że trzeba stworzyć nową rasę selekcjonując i krzyżując ze sobą wyłącznie białe egzemplarze. Na wystawie po raz pierwszy psa tej rasy zaprezentowano w roku 1907 (Birmingham). Pierwszym czempionem został Ch. Morven, którego właścicielem był uznany hodowca Colin Young.

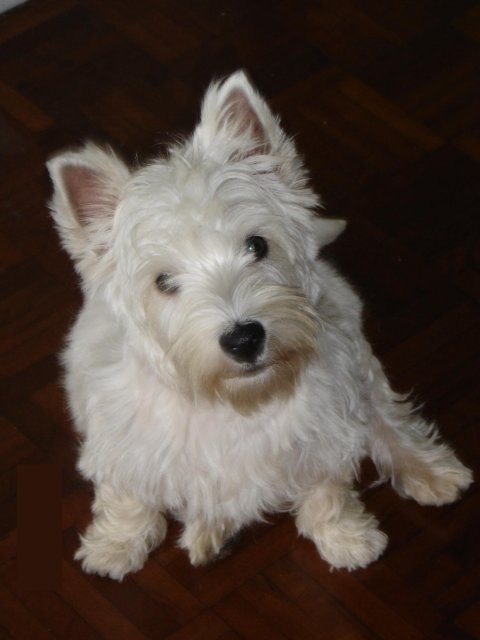
Pięciomiesięczne szczenię rasy west highland white terrier

## Wygląd

### Budowa
- Głowa: czaszka lekko wypukła i stosunkowo szeroka, stop zaznaczony. Kufa dość krótka, w żadnym wypadku nie powinna być zbyt spiczasta. Szczęki mocne, zgryz idealny nożycowy. Uszy małe, trójkątne, u dorosłych psów bezwzględnie stojące. W okresie wymiany zębów najpóźniej dochodzi do postawienia uszu u młodego psa.
- Nos powieki i fafle muszą być dobrze pigmentowane, tzn. w kolorze czarnym.
- Tułów mocno zbudowany (pies bardziej krępy, suka delikatniejsza). Grzbiet prosty, zad solidny.
- Ogon jak najbardziej prosty, nie cięty. Powinien mierzyć 12 do 15 cm.
- Ruch wydajny i swobodny. Kończyny powinny być stawiane prosto przed siebie. Tylne kończyny powinny poruszać się sprężyście i być elastyczne w stawach skokowych i kolanowych. Chód sztywny lub krowi (zarzucanie łapami) są niepożądane. West zawsze jest energiczny i rzadko się męczy.
- Oczy jak u większości psów, ciemnobrązowe.

### Szata i umaszczenie
- Szata włos jest szorstki, trudny do trymowania, podszerstek obfity.
- Umaszczenie jest czysto białe. Małżowiny uszu i brzuch są lekko szare. Pożądane są także czarne opuszki i pazury.

## Pielęgnacja
Gęsta szata wymaga starannej pielęgnacji, w tym trymowania. 

## Wzorzec
FCI Standard nr 85
- Zachowanie/charakter: Mały, pełen wigoru, aktywny, obdarzony pewną dozą miłości własnej, prosty w kontaktach, trochę szelmowski. Żwawy, wesoły, odważny, samowolny, ale serdeczny.
- Głowa: Długość mózgoczaszki mierzona od guza potylicznego do oczu jest nieznacznie większa od długości kufy. Głowa obrośnięta jest gęstym włosem, trzymana pod kątem prostym lub nieco mniejszym do osi szyi, nie powinna być noszona, jakby była wyciągnięta do przodu. Mózgoczaszka lekko wysklepiona. W partii czołowej winna mieć łagodny obrys. Od nasady uszu w kierunku oczu zwęża się tylko nieznacznie. Stop zaznaczony, tworzą go wydatne łuki nadoczodołowe i lekkie wgłębienie między oczami.
- Trzewioczaszka: Trufla nosowa czarna, dość duża, nie wystaje zanadto do przodu i pasuje do całości.
- Kufa: zwęża się stopniowo od oczu do koniuszka nosa, nie jest zapadnięta, nie załamuje się ostro pod oczami, gdzie ma swoją objętość.
- Uzębienie: szczęka i żuchwa są mocne, tej samej długości, szerokie, gdyż kły są znacznie rozstawione, co wpływa na charakterystyczny dla rasy szelmowski wyraz. Jak na psa tej wielkości, zęby są mocne i duże, w zgryzie nożycowym, to znaczy, że siekacze szczęki przykrywają przy ścisłym kontakcie siekacze żuchwy i są ustawione pionowo.
- Oczy szeroko rozstawione, średniej wielkości, nie powinny być okrągłe, tak ciemne, jak to tylko możliwe. Lekko zapadnięte pod obfitymi brwiami, o żywym, inteligentnym wyrazie i przenikliwym spojrzeniu. Jasne oczy są bardzo poważną wadą.
- Uszy małe, stojące o spiczastych koniuszkach. Nie mogą być zbyt rozstawione na boki, ani zbytnio do siebie zbliżone. Pokryte są sierścią krótką i gładką (aksamitną) w dotyku, która nie wymaga skracania. Uszy nie powinny być na szczycie porośnięte długim jak frędzle włosem. Szerokie, o zaokrąglonych koniuszkach, duże, o grubej chrząstce, a także pokryte obfitą sierścią uszy są wysoce niepożądane.
- Szyja: Wystarczająco długa, by unosić w prawidłowy sposób głowę, muskularna, stopniowo rozszerza się u nasady i wtapia w skośnie ułożone łopatki.
- Tułów: Zwarty. Grzbiet prosty. Lędźwie szerokie i silne. Klatka piersiowa jest głęboka, żebra dobrze wysklepione w swej górnej części, stają się odrobinę spłaszczone na bokach. Tylne żebra (rzekome) są długie, a odległość między ostatnimi z nich a biodrami (słabizna) jest krótka. Nie wpływa to na swobodę ruchu.
- Ogon: Długości 12,5-15,0 cm, porośnięty twardą sierścią, bez frędzli, tak prosty, jak to tylko możliwe, trzymany pionowo do góry, nie może być zakręcony nad grzbietem. Długi ogon jest wadliwy, a w żadnym wypadku nie może być skrócony.
- Kończyny: Kończyny przednie krótkie i muskularne, proste, porośnięte sierścią krótką, szorstką i gęstą. Łopatki skośnie ustawione, szerokie, ściśle przylegające do klatki piersiowej. Staw ramienny (barkowy) jest wyraźnie wysunięty ku przodowi (wydatne przedpiersie). Łokcie tak ustawione, by umożliwić swobodny ruch kończyn przednich, poruszają się równolegle do osi tułowia. Kończyny tylne oglądane z góry muskularne i szerokie, w całości krótkie o silnych ścięgnach. Uda silnie umięśnione, niezbyt szeroko rozstawione. Stawy skokowo należycie kątowane i dobrze ustawione pod tułowiem. Gdy pies stoi lub porusza się, pięty znajdują się dość blisko siebie. Stawy skokowe spionowane lub słabe są poważną wadą. Łapy kończyn przednich są większe od łap kończyn tylnych. Okrągłe, proporcjonalnej wielkości, mocne o grubych opuszkach. Łapy porasta twarda, krótka sierść. Opuszki i pazury powinny być czarne.
- Ruch: Powinien być wydajny i swobodny, a kończyny poczynając od łopatek stawiane prosto do przodu. Tylne kończyny są elastyczne w stawach skokowych oraz kolanowych i dynamicznie podążają za przednimi. Stawy skokowe kierują się pod tułów, by nadać impuls (wypchnięcie). Sztywne chody i krowia postawa są wysoce niepożądane.
- Pokrywa włosowa: Włos dwojakiego rodzaju. Okrywowy ma ok. 5 cm długości, jest twardy, bez śladu lokowatości. Wadliwa jest rzadka sierść. Podszerstek jest krótki, miękki i gęsty. Umaszczenie białe.
- Wzrost: Wysokość w kłębie ok. 28 cm.
- Wady: Wszelkie odchylenia od powyższego wzorca traktowane są jako wady i oceniane zgodnie ze stopniem odstępstwa.
- Uwaga: Samce muszą mieć dwa normalnie rozwinięte jądra umieszczone w mosznie.

## Zachowanie i charakter
West highland white terrier to pies inteligentny, przywiązujący się najczęściej do całej rodziny. Jest żwawy, zawsze chętny do zabawy. Cechuje go odwaga oraz pewność siebie. Lubi biegać oraz uprawiać różne sporty (może być wspaniałym towarzyszem dla osób szczególnie wysportowanych). Jest to rasa spotykana w takich konkurencjach jak agility, obedience i dogdancing.

## Zdrowie
Najczęściej spotykane u przedstawicieli tej rasy schorzenia to alergie skórne, idiopatyczne włóknienie płuc, martwica główki kości udowej, choroby oczu i obrzęk żuchwy. Przekarmianie psa może łatwo doprowadzić do spowodowania u niego otyłości. Długość życia: 12 do 15 lat.